# خطوط دلتا الجوية الرحلة 1086
دلتا إيرلاينز الرحلة 1086 هي رحلة ركاب محلية مجدولة لخطوط دلتا الجوية بين أتلانتا ومطار لاغوارديا في نيويورك . في 5 مارس 2015، انحرفت طائرة ماكدونل دوغلاس إم دي-80 عن المدرج بعد وقت قصير من هبوطها في مطار لاغوارديا في مدينة نيويورك. حيث انزلقت الطائرة وحطمت سياج المطار وتوقفت بعد حوالي 290 متراً. لم يكن هناك وفيات، وأصيب 24 شخصًا بجروح طفيفة. تعرضت الطائرة لأضرار بالغة وخرجت من الخدمة. وبعد ساعة أغلق مطار لاغوارديا وأثر هذا على ألف رحلة قادمة من جميع الولايات المتحدة، وبحسب التقرير النهائي الصادر عن المجلس الوطني لسلامة النقل أن السبب المحتمل للحادث هو «عدم قدرة الطيار على الحفاظ على التحكم في اتجاه الطائرة بسبب تطبيقه للدفع العكسي المفرط، مما أضعف فعالية الدفة في التحكم في اتجاه الطائرة».